# وريد أجوف علوي
الوريد الأجوف العلوي (بالإنجليزية: Superior vena cava) وعاء دموي لهُ قطر كبير، ولكنه قصير، وهو الوريد الذي ينقل الدم من الطرف العلوي من الجسم إلى الأذين الأيمن من القلب. ويوجد في المنصف الأمامي العلوي.
يحمل الوريد الأجوف العلوي الدم غير النقي من الرأس والرقبة والأطراف العليا وجدار القفص الصدري ومن القسم العلوي لجدار البطن.
ويبلغ طولهُ حوالي 8 سم ويتكون من اتحاد الوريد الرأسي العضدي الأيمن والأيسر في القسم العلوي من القفص الصدري. وينزل بصورة شاقولية ويثقب التامور وينفتح بالأذنين الأيمن الذي يقع في القسم الأيمن للحافة العليا للقلب.
وهو يتألف من الأوردة العضدية الرئيسية اليمنى واليسرى، والتي أيضاً تستقبل الدم من الطرف العلوي، والعينان والرقبة. وقبل أن يدخل إلى الأذين الأيمن ينضم لهُ الوريد الفرد، في الجزء الأمامي العلوي الأيمن من القلب، وهو أيضاً يعرف بالقحف الوريدي الأجوف عند الحيوانات.
لايوجد صمام يفصل بين الوريد الأجوف العلوي والأذين الأيمن.
الوريد الأجوف العلوي (إس في سي) هو الجزء العلوي من الوريد الأجوف، والجذوع الوريدية الكبيرة التي تعيد الدم غير المؤكسج من الدورة الدموية الجهازية إلى الأذين الأيمن للقلب. يعد الوريد ذو قطر كبير (24 ملم) بطول قصير، ويتلقى العود الوريدي من النصف العلوي من الجسم الواقع فوق الحجاب الحاجز. يتدفق الدم العائد عبر الأوردة من النصف السفلي، أي أسفل الحجاب الحاجز، عبر الوريد الأجوف السفلي. يقع الوريد الأجوف العلوي في المنصف الأمامي الأيمن العلوي. يعد موقعه نموذجيًا للوصول إلى الدوران الوريدي المركزي عبر قثطرة وريدية مركزية أو قثطرة مركزية مدخلة طرفيًا. يعد ذكر الوريد الأجوف دون تفاصيل إشارة إلى الوريد الأجوف العلوي عادةً.

## البنية
يتشكل الوريد الأجوف العلوي من الأوردة العضدية الرأسية اليسرى واليمنى أو الأوردة عديمة الاسم، والتي تتلقى الدم من الطرفين العلويين والعينين والعنق، خلف الحافة السفلية للغضروف الضلعي الأيمن الأول. يمر عموديًا نحو الأسفل خلف الحيز الوربي الأول ويتلقى الدم من وريد الفرد قبل أن يخترق التامور الليفي المقابل للغضروف الضلعي الثاني الأيمن ويكون القسم السفلي منه داخل التامور. بعد ذلك، ينتهي في الجزء العلوي والخلفي من الجيوب الوريدية في الأذين الأيمن، في الجزء الأمامي الأيمن العلوي من القلب. يُعرف هذا الوريد أيضًا باسم الوريد الأجوف القحفي لدى الحيوانات الأخرى. لا يوجد صمام يفصل الوريد الأجوف العلوي عن الأذين الأيمن.
يتكون الوريد الأجوف العلوي من ثلاث طبقات، وتبدأ بالغلالة الباطنة الداخلية. تمثل الغلالة الوسطانية الطبقة المتوسطة، وتتكون من أنسجة عضلية ملساء، أما الطبقة الخارجية والأكثر سمكًا فهي الغلالة الخارجية، وتتكون من الكولاجين والنسيج الضام المرن الذي يؤمن سلاسة الحركة. تضم الغلالة الخارجية ثلاث مناطق، وتتكون المنطقة المتوسطة من ألياف عضلية ملساء قليلة؛ وبالتالي تختلف عن الحزم الطولانية للعضلات الملساء الموجودة في نفس المنطقة من الوريد الأجوف السفلي.

### الاختلاف التشريحي
يعد استمرار الوريد الأجوف العلوي الأيسر الاختلاف التشريحي الأكثر شيوعًا. يكون الوريد الأجوف العلوي الأيمن طبيعيًا أو صغيرًا أو غائبًا مع وجود وريد موصل الأمامي أو دونه لدى الأشخاص الذين يظهر لديهم استمرار الوريد الأجوف العلوي الأيسر. يظهر هذا الاختلاف لدى أقل من 0.5% من عامة السكان، وتصل النسبة إلى 10% لدى المرضى الذين يعانون من أمراض القلب الخلقية.

## الأهمية السريرية
يشير انسداد الوريد الأجوف العلوي إلى انسداد جزئي أو كامل في الوريد الأجوف العلوي، ويحدث عادةً في سياق السرطان مثل سرطان الرئة أو السرطان النقيلي أو سرطان الغدد الليمفاوية. قد يؤدي الانسداد إلى تضخم الأوردة في الرأس والعنق، وقد يؤدي أيضًا إلى ضيق التنفس والسعال وألم الصدر وصعوبة البلع. قد تكون علامة بيمبرتون إيجابية. يمكن علاج الأورام المسببة للانسداد بالعلاج الكيميائي مع العلاج الإشعاعي أو دونه لتقليل الآثار، ويمكن أيضًا إعطاء الكورتيكوستيرويدات.
تكون النبضات قوية جدًا في حال قصور الصمام ثلاثي الشرف.
لا يوجد صمام يفصل الوريد الأجوف العلوي من الأذين الأيمن. نتيجة لذلك، تصب انقباضات الأذين (الأيمن) والبطين (الأيمن) في الوريد الوداجي الباطن، ويمكن رؤية الانقباضات بقياس ضغط الوريد الوداجي عبر العضلة القصية الترقوية الخشائية.

## صور

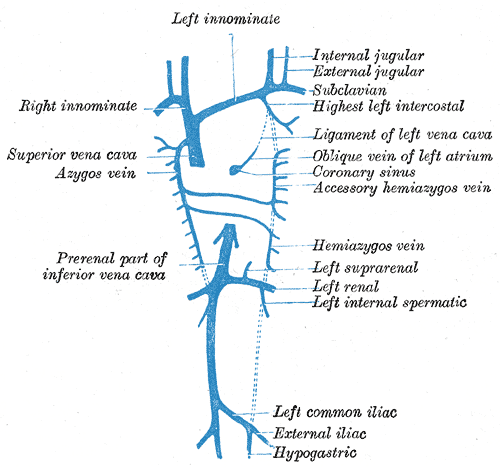
Diagram showing completion of development of the parietal veins.
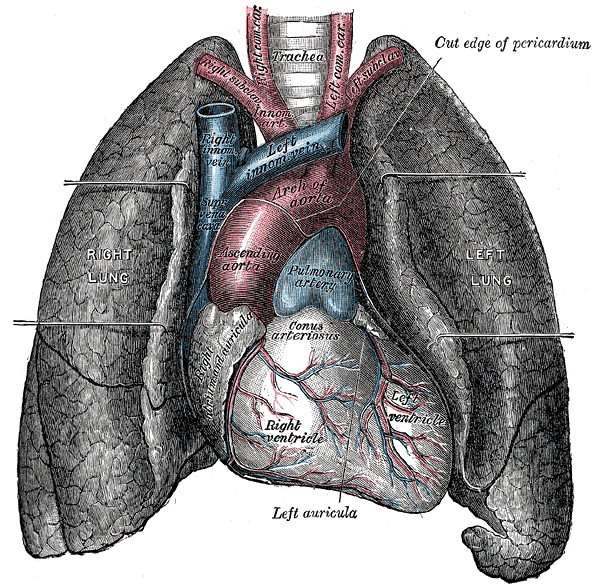
رؤية أمامية للقلب والرئتين.
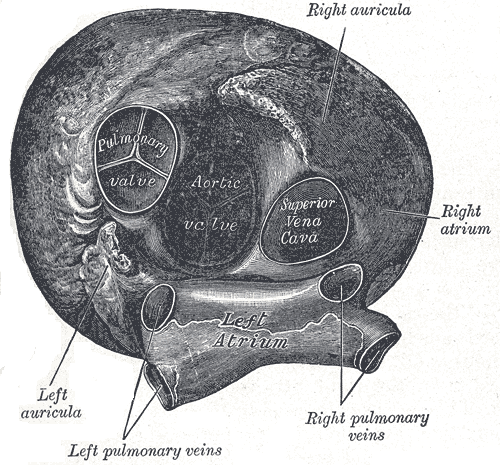
القلب من الأعلى.

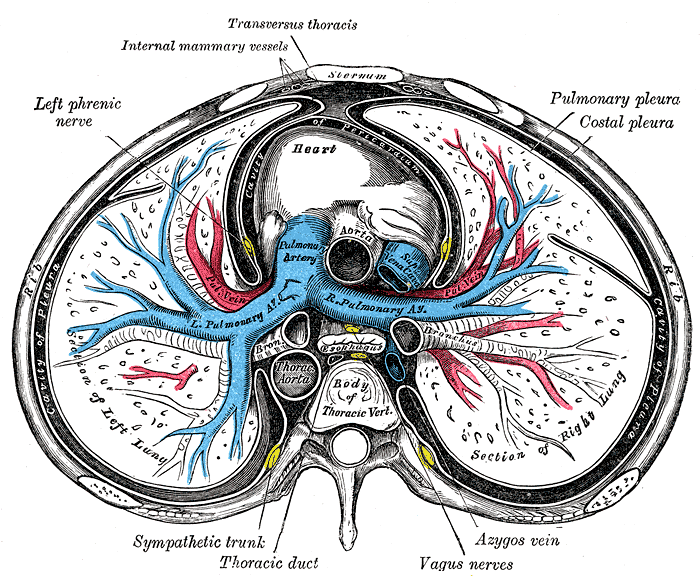
مقص عرضي للقفص الصدري, الذي يبين العلاقات مع الشريان الرئوي.
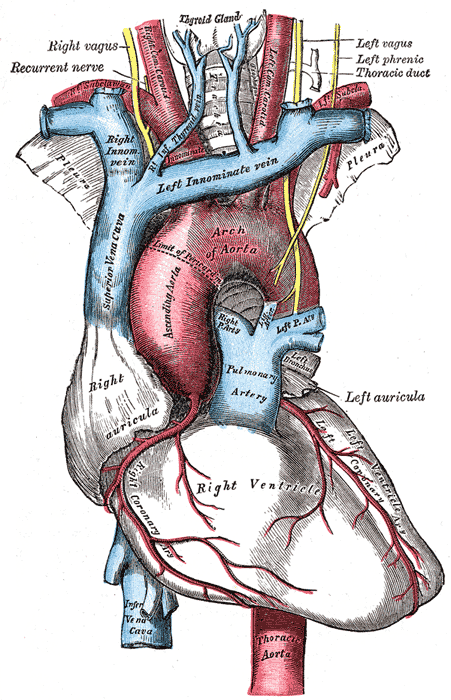
الأبهر الصاعد وفروعه.
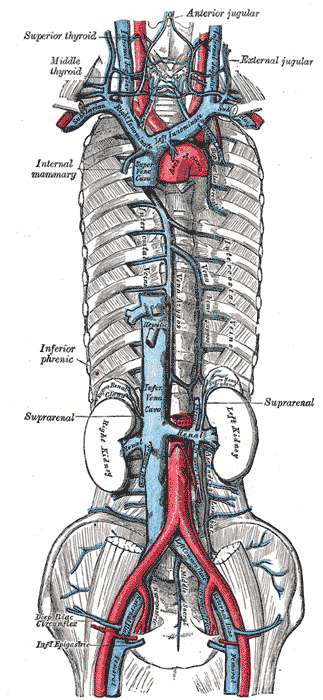
أوردة عضدية رأسية،  وريد أجوف علوي، وريد أجوف سفلي، وريد الفرد وهذه الروافد
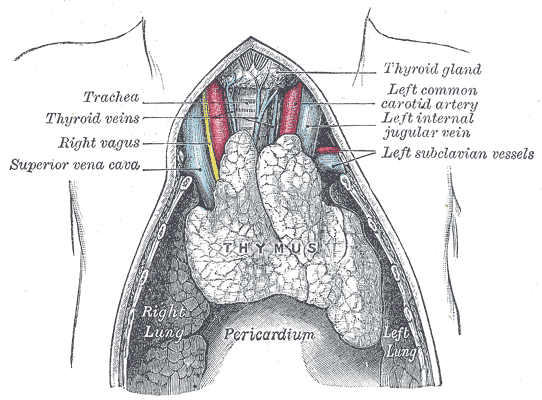
الغدة الصعترية.